# Altenplos
Altenplos ist ein Gemeindeteil der Gemeinde Heinersreuth im Landkreis Bayreuth (Oberfranken, Bayern). Die Gemarkung Altenplos hat eine Fläche von 2,091 km². Sie ist in 991 Flurstücke aufgeteilt, die eine durchschnittliche Flurstücksfläche von 2109,62 m² haben. In ihr liegen neben dem namensgebenden Ort die Gemeindeteile Dürrwiesen, Grüngraben, Lichtentanne und Sorg. Am 1. Dezember 2024 wurden in der Gemarkung Altenplos 1424 Einwohner gezählt (mit Nebenwohnsitzen).

## Lage
Das Dorf Altenplos befindet sich ca. 7 km nordwestlich von Bayreuth und ca. 2,5 km nordwestlich von Heinersreuth im Tal des Roten Mains zwischen der Hohen Warte und dem Forst von Neustädtlein. Der Ort liegt links des Flusses, westlich und südlich des historischen Ortskerns entstanden ausgedehnte Neubaugebiete.

## Geschichte

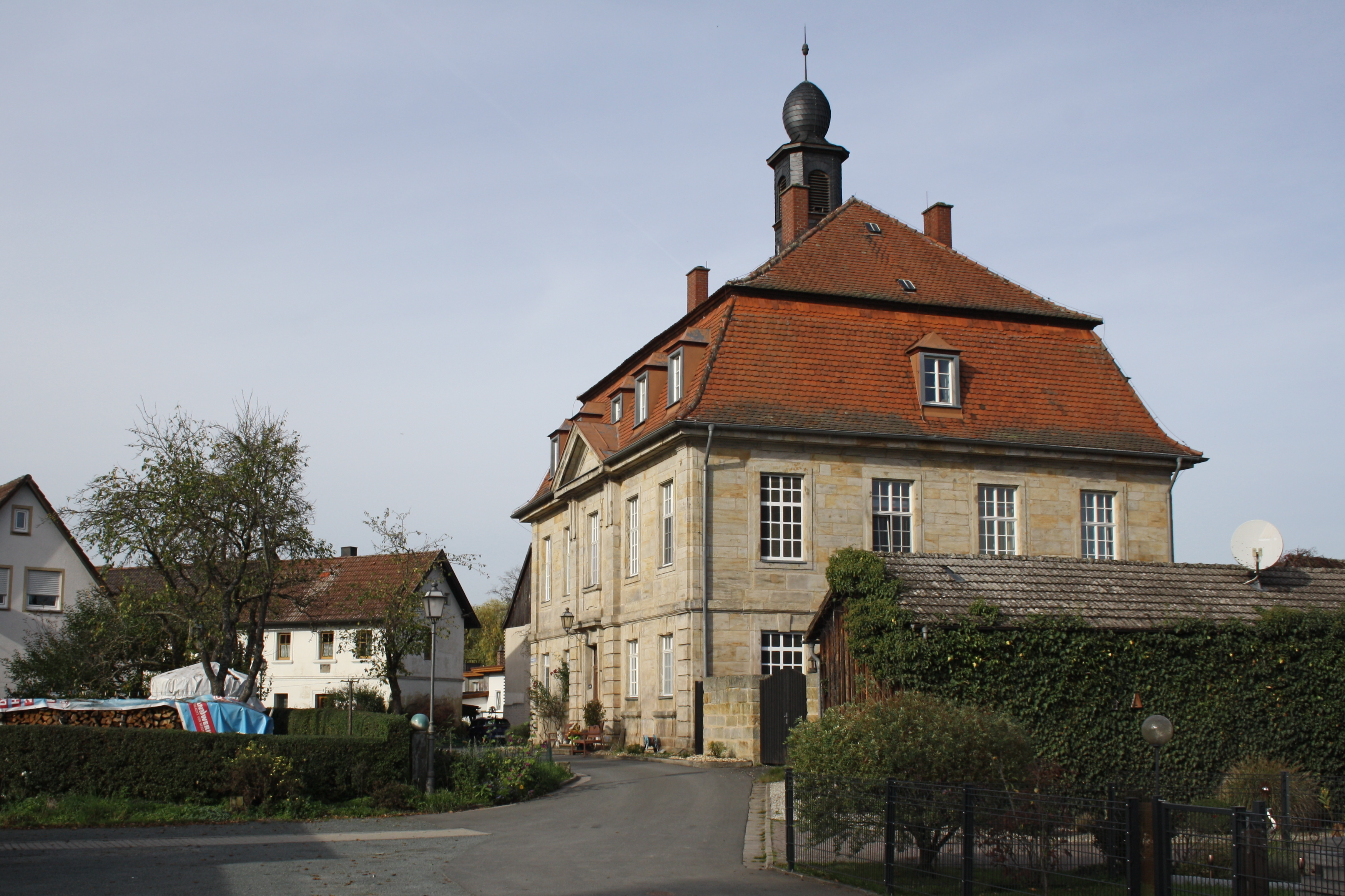
Schloss Altenplos

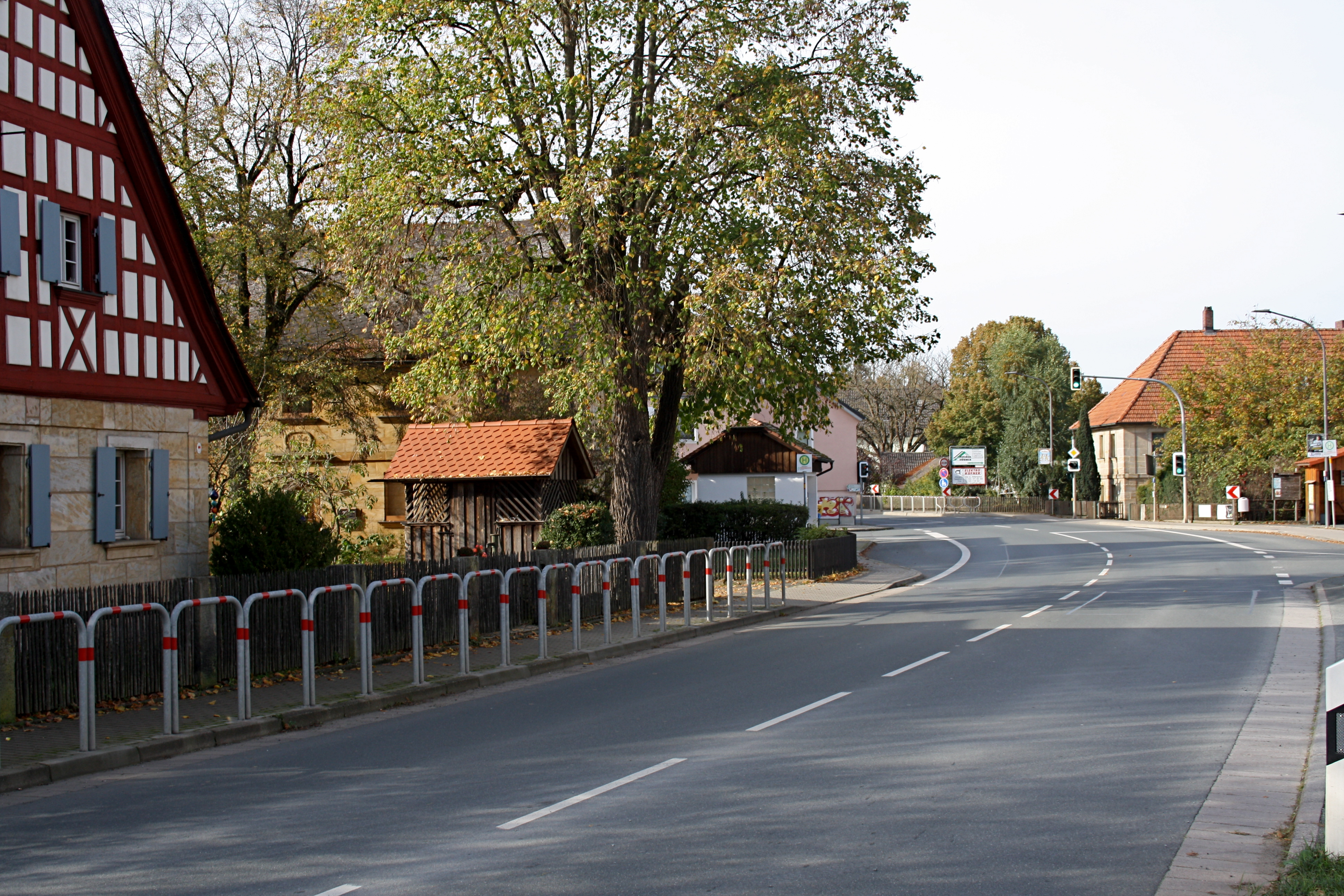
Hauptstraße (B 85) von Südosten

1398 wurde Altenplos als Dorf mit 14 Häusern im Landbuch A des Amts Bayreuth urkundlich erwähnt; in jenem Jahr ist auch die Wassermühle am Roten Main dokumentiert. Von 1464 bis 1549 sind die Herren von Weiher als Grundherren in Altenplos nachweisbar, zwischen 1549 und 1728 dann die von Wallenrode. Aus der Zeit um 1740 stammt das örtliche Schloss, ein auf den Resten einer spätmittelalterlichen Burg errichtetes Barockgebäude. Es wurde von Johann Friedrich Grael entworfen und war Residenz der Freiherren von Stein.
Gegen Ende des 18. Jahrhunderts gab es in Altenplos 36 Anwesen. Die Hochgerichtsbarkeit stand dem bayreuthischen Stadtvogteiamt Bayreuth zu. Die Dorf- und Gemeindeherrschaft hatte das Hofkastenamt Bayreuth. Grundherren waren die Verwaltung Altenplos (ehemaliges ritterschaftliches Schloss mit Brauerei, 1 Wirtshaus mit Sölde, 1 Mühle, 14 Söldengüter, 16 Tropfhäuser), der Langheimer Amtshof (1 Hof) und das Rittergut Neudrossenfeld (1 Gütlein, 1 Wohnhaus).
Von 1797 bis 1810 unterstand der Ort dem Justiz- und Kammeramt Bayreuth. Nachdem im Jahr 1810 das Königreich Bayern das Fürstentum Bayreuth käuflich erworben hatte, wurde Altenplos bayerisch. Infolge des Ersten Gemeindeedikts wurde 1812 der Steuerdistrikt Altenplos gebildet. Außer dem Hauptort gehörten dazu Aichen, Altdrossenfeld, Dürrwiesen, Grüngraben, Lichtentanne, Sorg und Unterzinkenflur. Zugleich entstand die Ruralgemeinde Altenplos, zu der Grüngraben gehörte. Sie war in Verwaltung und Gerichtsbarkeit dem Landgericht Bayreuth zugeordnet und in der Finanzverwaltung dem Rentamt Bayreuth (1919 in Finanzamt Bayreuth umbenannt). In der freiwilligen Gerichtsbarkeit unterstanden zwei Anwesen bis 1843 dem Patrimonialgericht Neudrossenfeld. Ab 1862 gehörte Altenplos zum Bezirksamt Bayreuth (1939 in Landkreis Bayreuth umbenannt). Die Gerichtsbarkeit blieb beim Landgericht Bayreuth (1879 in Amtsgericht Bayreuth umgewandelt). Die Gemeinde hatte eine Gebietsfläche von 1,196 km². Im Zuge der Gebietsreform in Bayern wurde die Gemeinde Altenplos am 1. Januar 1978 nach Heinersreuth eingemeindet.

### Bauwerke
- Schloss
- Historische Mühle: Das heutige Sandsteingebäude wurde im Jahr 1808 errichtet[7]

### Einwohnerentwicklung

#### Gemeinde Altenplos
| Jahr      | 1822  | 1840   | 1852   | 1855   | 1861   | 1867   | 1871   | 1875   | 1880   | 1885   | 1890   | 1895   | 1900   | 1905   | 1910   | 1919   | 1925   | 1933   | 1939   | 1946   | 1950   | 1952   | 1961  | 1970   |
| Einwohner | 360   | 477    | 487    | 465    | 487    | 561    | 506    | 514    | 554    | 539    | 492    | 504    | 475    | 498    | 541    | 513    | 573    | 618    | 643    | 751    | 759    | 732    | 752   | 914    |
| Häuser    | 62    |        |        |        |        |        | 75     |        |        | 78     | 76     |        | 76     |        |        |        | 89     |        |        |        | 97     |        | 122   |        |
| Quelle    | [ 9 ] | [ 14 ] | [ 14 ] | [ 14 ] | [ 15 ] | [ 16 ] | [ 17 ] | [ 18 ] | [ 19 ] | [ 20 ] | [ 21 ] | [ 14 ] | [ 22 ] | [ 14 ] | [ 23 ] | [ 14 ] | [ 24 ] | [ 14 ] | [ 14 ] | [ 14 ] | [ 25 ] | [ 14 ] | [ 1 ] | [ 26 ] |

#### Ort Altenplos
| Jahr      | 001819 | 001822 | 001861 | 001871 | 001885 | 001900 | 001925 | 001950 | 001961 | 001970 | 001987 | 002011 |
| Einwohner | 251    | 246    | 338    | 334    | 358    | 306    | 400    | 512    | 531    | 687    | 1036   | 1390   |
| Häuser    |        | 43     |        |        | 50     | 47     | 59     | 62     | 80     |        | 275    |        |
| Quelle    | [ 27 ] | [ 9 ]  | [ 15 ] | [ 17 ] | [ 20 ] | [ 22 ] | [ 24 ] | [ 25 ] | [ 1 ]  | [ 26 ] | [ 28 ] |        |

## Religion
Altenplos ist seit der Reformation evangelisch-lutherisch geprägt und nach Dreifaltigkeitskirche (Neudrossenfeld) gepfarrt.

## Verkehr

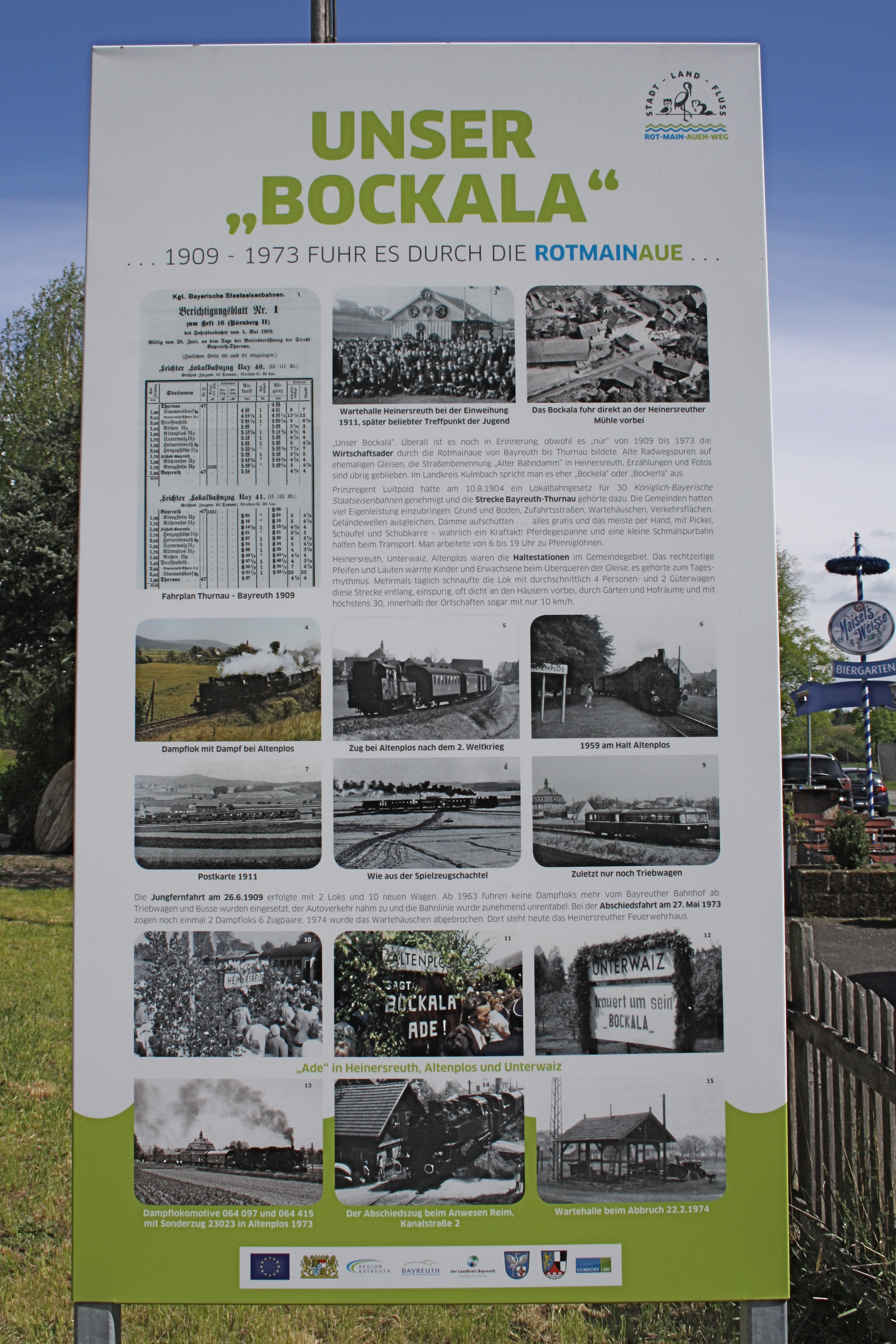
Infotafel zur eingestellten Eisenbahn in Altenplos

Durch den alten Ortskern von Altenplos verläuft die Bundesstraße 85, die Bayreuth mit Kulmbach verbindet. Die nächsten Autobahn-Anschlussstellen sind Bayreuth-Nord an der Bundesautobahn 9 und Kulmbach / Neudrossenfeld an der Bundesautobahn 70.
Der Ort hatte einen gleichnamigen Haltepunkt mit Ladestelle an der am 26. Juni 1909 eröffneten Bahnstrecke von Bayreuth nach Thurnau. Am 27. Mai 1973 organisierte das Landratsamt Bayreuth einen Abschiedstag, an dem zwei Dampflokomotiven mit einem Personenzug sechsmal zwischen Bayreuth und Thurnau pendelten. Der Reiseverkehr, der in den letzten Jahren regulär mit Schienenbussen durchgeführt wurde, und damit der Gesamtverkehr, endeten am 2. Juni 1973. Im Februar 1974 wurde die Wartehalle abgebrochen.
Seit dem 1. Juni 2023 verkehren auf der als „Campus-Linie“ bezeichneten Buslinie 8354 an Werktagen stündlich Omnibusse zwischen Bayreuth und Kulmbach über Altenplos. Im Abschnitt Bayreuth – Altenplos – Neudrossenfeld ist die Bedienung auf einen Halbstundentakt verdichtet.

## Vereine
- Freiwillige Feuerwehr Altenplos, gegründet 1873[34]
- SC Altenplos, 1921 als Turn- und Sportverein Altenplos gegründet[35]

## Persönlichkeiten
- Friedrich Schönauer (1904–1950), Gewerkschafter, Politiker (SPD) und Widerstandskämpfer gegen das NS-Regime.